# Cyrtidiorchis
Lan suý điểu (danh pháp: Cyrtidiorchis) là một chi thực vật có hoa trong họ Lan (Orchidaceae). Hiện nay có 5 loài lan suý điểu đã được phát hiện, tất cả đều là thực vật bản địa của vùng Nam Mỹ.